# Philip Rondahl
Philip Johan Henric Norman Rondahl, född 16 december 1996 i Linköping, är en svensk före detta professionell ishockeyspelare. Rondahl gjorde seniordebut med moderklubben Linköping HC i SHL säsongen 2015/16. Samma säsong tog han ett SM-brons med klubbens J20-lag. De två efterföljande säsongerna tillbringade han utomlands: först för den norska klubben Stjernen i Eliteserien, och sedan för den schweiziska klubben EV Zug Academy i Nationalliga B.
Inför säsongen 2018/19 återvände Rondahl till Sverige. Han spelade de två följande säsongerna i Hockeyallsvenskan med Västerviks IK och Karlskrona HK. Han avslutade sin karriär med spel i Hockeyettan för Vimmerby Hockey.

## Karriär
Rondahl påbörjade sin ishockeykarriär i moderklubben Linköping HC. Han spelade juniorishockey för klubben och var lagkapten för Linköping J18 under säsongen 2013/14. Den följande säsongen var Rondahl med och tog SM-brons med Linköpings J20-lag och säsongen 2015/16 var han lagkapten för samma lag. Samma säsong gjorde han SHL-debut med seniorlaget. Han spelade sin första SHL-match den 16 september 2015, mot Djurgårdens IF. Totalt noterades han för 17 SHL-matcher, där han gick poänglös ur samtliga.
Den 20 juli 2016 meddelade den norska klubben Stjernen i Eliteserien att man skrivit ett try out-avtal med Rondahl. Kort därefter, den 12 augusti, bekräftade klubben att man skrivit ett ettårsavtal med Rondahl. Under sin säsong med Stjernen stod Rondahl för 26 poäng på 36 matcher, fördelat på 12 mål och 14 assist. I det efterföljande slutspelet slogs laget omgående ut i kvartsfinal av Stavanger Oilers med 4–0 i matcher. Under dessa fyra matcher var Rondahl laget främste spelare poängmässigt då han noterades för fyra mål. Stjernen var därefter intresserat att förlänga avtalet med Rondahl, men efter att det schweiziska laget EVZ Academy i Nationalliga B visat intresse skrev Rondahl istället på för den klubben. Rondahl utsågs till en av lagets assisterande lagkaptener och vann därefter lagets interna skytteliga i grundserien. På 36 grundseriematcher noterades han för 34 poäng (19 mål, 15 assist) och blev tvåa i lagets interna poängliga.
Efter två säsonger utomlands återvände Rondahl till Sverige då det den 13 juni 2018 tillkännagavs att han skrivit ett ettårsavtal med Västerviks IK i Hockeyallsvenskan. Den 21 september gjorde han debut i Hockeyallsvenskan, i en 4–1-förlust mot Almtuna IS. Den 6 oktober 2018 noterades han för sitt första mål i serien, på Henrik Lundberg, då BIK Karlskoga besegrades med 4–3. Under sin första säsong i Hockeyallsvenskan stod Rondahl för 21 poäng på 51 matcher (10 mål, 11 assist). Den 2 maj 2019 stod det klart att Rondahl lämnat Västervik då han skrivit ett ettårsavtal med seriekonkurrenten Karlskrona HK. Han utsågs till en av lagets assisterande lagkaptener och noterades för 14 poäng på 44 grundseriematcher.
Den 25 oktober 2020 meddelades det att Rondahl skrivit ett ettårsavtal med Vimmerby Hockey i Hockeyettan.

## Statistik
| 2015–16                  | Linköping HC             | SHL                      | 17 | 0  | 0  | 0  | 0  | — | — | — | — | — |
| 2016–17                  | Stjernen                 | Eliteserien              | 36 | 12 | 14 | 26 | 6  | 4 | 4 | 0 | 4 | 0 |
| 2017–18                  | EV Zug Academy           | NLB                      | 36 | 19 | 15 | 34 | 14 | 4 | 1 | 1 | 2 | 0 |
| 2018–19                  | Västerviks IK            | HA                       | 51 | 10 | 11 | 21 | 10 | 5 | 0 | 3 | 3 | 0 |
| 2019–20                  | Karlskrona HK            | HA                       | 44 | 5  | 9  | 14 | 16 | — | — | — | — | — |
| 2020–21                  | Vimmerby Hockey          | Div. 1                   | 29 | 3  | 12 | 15 | 6  | — | — | — | — | — |
| Hockeyallsvenskan totalt | Hockeyallsvenskan totalt | Hockeyallsvenskan totalt | 95 | 15 | 20 | 35 | 26 | 5 | 0 | 3 | 3 | 0 |
| SHL totalt               | SHL totalt               | SHL totalt               | 17 | 0  | 0  | 0  | 0  | — | — | — | — | — |